# Gregor Haloander
Gregor Haloander o Gregorius Haloander, nome latinizzato di Gregor Meltzer, italianizzato come Gregorio Aloandro (Zwickau, 1501 – Venezia, 1531) è stato un umanista e giureconsulto tedesco.

## Biografia

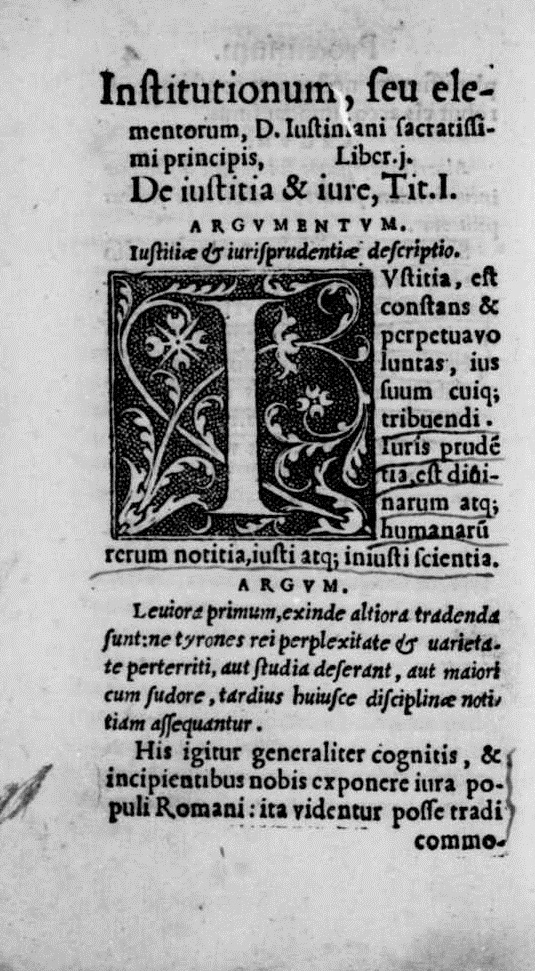
Corpus Iuris civilis, 1540

Giovane studente a Venezia, vi pubblicò nel 1529 una nuova edizione del Corpus iuris civilis, la raccolta di materiale normativo e giurisprudenziale di diritto romano, voluta dall'imperatore bizantino Giustiniano I (527-565), modificandolo in modo da renderlo più comprensibile e meno scolastico. Nel 1531 pubblicò, inoltre, le Novellae Constitutiones, le nuove costituzioni imperiali emanate da Giustiniano.
Il suo nome è anche legato alla pubblicazione del Manuale di Epitteto. Il Manuale redatto da Lucio Flavio Arriano, discepolo del filosofo greco Epitteto, che trascrisse le lezioni orali del maestro, contiene la parte essenziale della dottrina etica dello stoicismo.

## Opere
- Corpus Iuris civilis, Venezia, 1529.
  -  Corpus Iuris civilis, Paris, Charlotte Guillard, 1540.
- Nearon Ioustinianou biblion, 1531.